# Michael Lodberg Olsen
Michael Lodberg Olsen er en dansk social iværksætter og foredragsholder kendt for sine mange projekter til fordel for gadens minoriteter.
Michael Lodberg Olsen vandt i 2014 prisen som Årets Frivillige Københavner.

## Projekter
- Fixelancen - Danmarks første Fixerum/sundhedsrum
- The RedVan - Danmarks første sexrum/sundhedsrum for gadens sexarbejdere. Tidligere Sexelance.
- Cafe DUGNAD - et sundhedsrum for stofbrugere på Vesterbro
- Antidote Danmark - en førstehjælps-organisationen for stofbrugere
- ILLEGAL! Magasin - et gademagasin om stoffer
- Stradâ - et gademagasin for minoriteter